# 拉贡夫里耶尔
拉贡夫里耶尔（法語：La Gonfrière，法語發音：[la ɡɔ̃fʁijɛʁ] ⓘ）是法国奥恩省的一个市镇，属于阿让唐区。

## 地理
拉贡夫里耶尔（48°49'9"N, 0°28'17"E）面积12.83 平方千米，位于法国诺曼底大区奧恩省，该省份为法国西北部内陆省份，北起顺时针与卡爾瓦多斯省、厄尔省、厄尔-卢瓦省、萨尔特省、马耶讷省和芒什省接壤。
与拉贡夫里耶尔接壤的市镇（或旧市镇、城区）包括：乌什堡、圣埃夫鲁树林圣母村。

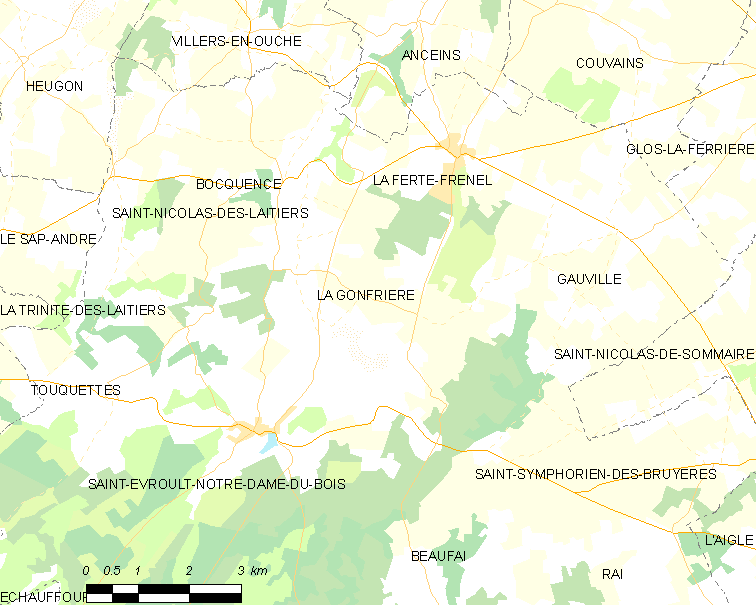
拉贡夫里耶尔的OSM定位图

拉贡夫里耶尔的时区为UTC+01:00、UTC+02:00（夏令时）。

## 行政
拉贡夫里耶尔的邮政编码为61550，INSEE市镇编码为61193。

## 政治
拉贡夫里耶尔所属的省级选区为赖村县。

## 人口

1962-2008年间拉贡夫里耶尔人口变化图示

拉贡夫里耶尔于2022年1月1日时的人口数量为274人。